# 曹冀魯
曹冀魯（1964年1月26日—），暱稱「魯蛋叔叔」，為台灣男性配音員、廣播節目主持人。

## 人物介紹
- 1994年以其主持的幼獅廣播電台兒童節目《輔迪甜甜圈》入圍第29屆金鐘獎兒童節目主持人獎。曾任幼獅廣播電台《星月交誼廳》主持人。
- 2013年創立「魯蛋叔叔聲創工作室」，並於該工作室配音的《辛普森家庭》、《蓋酷家庭》等作品都加入許多台灣時事或是日本動畫作品的題材，成為其一大特色。

## 配音作品
- 主要角色名稱以粗體顯示。
- 以下皆為國語配音。

### 台灣動畫
| 播映年份 | 作品名稱                | 配演角色 | 首播平台   | 備註 |
| -------- | ----------------------- | -------- | ---------- | ---- |
| 2010     | 西遊記 (2010年電視動畫) | 牛魔王   | MY KIDS TV |      |
| 2012     | 綠天使偵碳社            | 怪獸狗   |            |      |
| 2016     | 夢遊動物園              | 管理員   | 公視       |      |

### 台灣動畫電影
| 播映年份 | 作品名稱      | 配演角色 | 備註        |
| -------- | ------------- | -------- | ----------- |
| 2015     | OPEN！ OPEN！ | LOCK小醬 | [ 4 ] [ 5 ] |

### 台灣遊戲
| 年份 | 遊戲名稱            | 配演角色         | 備註     |
| ---- | ------------------- | ---------------- | -------- |
| 2002 | 大富翁6             | 阿土伯           |          |
| 2006 | 大富翁8             | 詹姆士           |          |
| 2007 | 明星志願3 甜蜜樂章  | 慕容和希         |          |
| 2009 | 火鳳三國Online      | 司馬懿 华佗      |          |
| 2014 | 雨港基隆            | 李肇維           | 廣播劇版 |
| 2015 | 五月茉莉            | 魏承南           |          |
| 2015 | 仙劍客棧手遊        | 重樓 雷元戈 劍聖 |          |
| 2016 | 中華英雄手遊        | 鬼僕             | [ 6 ]    |
| 2017 | 她和他和她的澎湖灣  | 洪志豪           |          |
| 2017 | 阿貓阿狗 重返木桶鎮 | 兩金             |          |

### 廣告
- Cygames《三國志拼圖大戰》中文版
- 統一企業「統一PH9.0鹼性離子水_美食篇」電視廣告[7]
- 2017年－翔威藥品「愛維寶維他命C發泡錠」電視廣告 一例一休篇、即戰力篇[8][9]
- 2018年－博鈞國際「頸架鬆舒椎器」電視廣告[10]
[11]

### 其它台灣節目
- 《聽聽看》

### 中國大陸電影
- 《桃姐》：徐克、Roger中學同學※台灣上映之國台語版

### 日本動畫
| 播映年份 | 作品名稱                                 | 配演角色 | 首播平台        | 備註                       |
| -------- | ---------------------------------------- | --- | --------------- | -------------------------- |
| 年份不明 | 龙珠Z                                    | 贝吉塔（53-104） 比克（53-104） 饮茶（53-104） 吉斯 | －              | 巨童文化版                 |
| 年份不明 | 麵包超人                                 | 細菌人 | 東森幼幼台      | [ 12 ]                     |
| 年份不明 | 魔神英雄傳                               | 劍部暫停一下 | 衛視中文台      | [ 13 ]                     |
| 1995     | 美少女戰士                               | 地場衛 海野栗雄（前期） 古幡元基 月野謙之 傑達特 | 華視            | 第一季                     |
| 1997     | 新機動戰記GUNDAM W                       | 希洛·唯 O老師 郝伍德（19話） H教授(20話) 霍華（5話以前） 沙爾吾德 那納奇 梅瑟 羅姆斐拉財團總裁 金特祖父                                                                                                | 中視            |                            |
| 1998     | 金田一少年事件簿                         | 金田一一 中村一郎 理查·安德森 吉良勘治郎 和泉宣彥 八十島隆造 仙田猿彥 冬木倫太郎 大村紺 若王子幹彥 小丑左近寺 比留田雅志 斑目紫紋 六條光彥 秋雄 港屋寛一 守屋 住吉慎吾 能代乙彥 「劍持警部的秘密」警官 | 衛視中文台      | [ 15 ]                     |
| 2000     | 新機動戰記GUNDAM W 無盡的華爾茲（OVA版） | 希洛·唯 大統領 | 衛視中文台      |                            |
| 2004     | PEACE MAKER鐵                            | 土方歲三 市村辰之助 | 超視            |                            |
| 2005     | 彩夢芭蕾                                 | 華亞 小丑作家麻耶 | Animax          |                            |
| 2005     | Keroro軍曹                               | Keroro之父 DASONU☆MASO（逃舞超人） | 卡通频道        |                            |
| 2005     | 家有賤狗                                 | 啊嗚 | 東風衛視        | [ 16 ]                     |
| 2006     | 植木的法則                               | 小林老師 宗屋秀吉 BJ | 中視            |                            |
| 2006     | 交響詩篇                                 | 霍蘭德 建吾 喬布斯 | 衛視中文台      |                            |
| 2006     | 地獄少女                                 | 輪入道 柴田一 旁白（第二季） 本條義之 翔貴 須崎幹夫 豐田八六 龜岡一人 柿沼敏也 內藤源造 丹下英人 仁志田晉 上坂六郎 三枝健吾 蘆谷利三郎 桔梗信治 高杉憲久 長田健介 吉岡哲哉 戶高隆                      | Animax          | 2006-2017共四季            |
| 2008     | 飛天小女警Z                              | 足球賽播音員(ep.14-B) | 卡通頻道        |                            |
| 2011     | 美少女戰士                               | 地場衛 海野栗雄 古幡元基 月野謙之 傑達特 火野宮司 佐賽特 昆札特 魯貝斯 亞奇拉爾 沙菲爾 華茲曼 土萌創一 鷹之眼                                                                                          | MOMO親子台      | [ 17 ]                     |
| 2012     | 賭博默示錄                               | 旁白 | 東森電影台      |                            |
| 2013     | 刀劍神域                                 | 希茲克利夫 | 東森電影台      |                            |
| 2014     | 金田一少年事件簿                         | 劍持勇 南山駿三 和泉宣彥 岩田英作 神矢修一郎 黒澤和馬 橘五柳 白峰辰貴 櫻庭 速水雄一郎 斑目紫紋 刈谷竹蔵 犬飼要介 六條光彥 瀬名光一 國守秋比古 蘇我豐廣                                                 | Animax          | 重配版                     |
| 2015     | 七大罪                                   | 旁白 班 韓德利克森 丹哲爾‧里歐涅絲 多羅爾 | Animax          | 2015-2018 共兩季、一特別篇 |
| 2016     | 金田一少年事件簿R                        | 劍持勇 | Animax          | 2016-2017 共兩季           |
| 2016     | 三坪房間的侵略者！？                     | 松平賢次 里見雄一郎 | Animax          |                            |
| 2017     | 神偷怪盜1412                             | 黑羽快斗／怪盗基德 哈利·根津 | 華視 衛視電影台 |                            |
| 2017     | 灰與幻想的格林姆迦爾                     | 馬納多 蓮崎 法然師 米契奇隊男隊友 | Animax          |                            |
| 2017     | 雙星之陰陽師                             | 天若清弦 百道 鬼無里 | Animax          |                            |
| 2017     | 最遊記RELOAD BLAST                       | 獨角兒 李塔天 | Animax          |                            |
| 2022     | SPY×FAMILY間諜家家酒                     | 旁白 唐納文·戴斯蒙德 艾德嘉 梅鐸·史旺 吉姆·海沃德 SSS局長 卡特 布朗茲大臣 吉福斯 沃爾森 卡坦·博威克 | 衛視中文台      |                            |

- 《天空戰記》：修羅王日高秋亞人
- 《守護月天》：七梨太助
- 《麻辣教師GTO》：吉川昇、村井國男、敕使川原優
- 《超時空要塞7》：熱氣·巴薩拉
- 《超能奇兵》：史德雷克庫卡、君島邦彥、來夏月、桐生忠範、無常矜侍
- 《萬花筒之星》：尤利、肯、警察
- 《獵人》：果列奴、金·富力士、絕茲絕拉
- 《雙面騎士》：馬克西米利安·羅伯斯皮耶、蓋爾西伯爵、聖日爾曼伯爵、奧爾良公爵、卡列歐斯多羅
- 《魔裝機神》：阿健
- 《死亡筆記本》：L、夜神總一郎、雷·潘伯、席多、魅上照、流河旱樹、Lind L Tailor
- 《少年陰陽師》：六合、藤原敏次、鵔、藤原道長
- 《銀盤萬花筒》：高島優司、新田一也
- 《成惠的世界》：飯塚和人、七瀨正
- 《銀河天使》：華克·歐·修一
- 《超能R.O.D.》：杜力克
- 《變形金剛：超能連結》：洛迪文
- 《烘焙王》：河內恭介、巨匠霧崎、葛嵐·凱薩、夏多·懷特、穆罕默德、尤立克·拉梅、千祭剛、堤政伸
- 《魔兵傳奇》：巴波、那那西、萬聖節、伊安、阿里巴巴、雷諾、Mr.福克、克雷奇歐、沙督龍、坎沛爾·麥司達、波可、穿長靴的貓、雨犬--托托、傑庫
- 《怪醫黑傑克21》：黑傑克
- 《棒球大聯盟》：安藤教練、茂野英毅※第一季
- 《獸王星》：薩奇
- 《驅魔少年》：千年伯爵、司金·波力克、亞歷斯特‧柯洛利三世
- 《天保異聞 妖奇士》：雲七、本莊辰輔、岡田圖書、高野長英
- 《×××HOLiC（次元魔女）》：百目鬼靜
- 《全力兔》：老爺子
- 《花冠之淚》：歐迦姆、凱伍斯、塔利艾辛
- 《創聖機械天使》：席魯斯·多·艾利西亞、巴倫
- 《真無敵鐵金剛 衝擊！Z篇》：阿強、兜十藏
- 《森林好小子》：卡內奇
- 《BLEACH》：浦原喜助、藍染惣右介、黑崎一心、山本元柳齋重國、更木劍八、射場鐵左衛門、有昭田鉢玄、小椿仙太郎、車谷善之助、琉璃色孔雀、風死、村正、柯雅泰‧史塔克、月島秀九郎、沓澤吉里柯、因幡影狼佐（全為ep.230起）
  - 《BLEACH 千年血戰篇》：浦原喜助
- 《宇宙兄弟》：新田零次、溝口大和、丹尼爾·楊、皮可·諾頓
- 《浪客劍心》：志志雄真實、四乃森蒼紫、黑尉※東森電影版本（新京都篇）
- 《名偵探柯南》：毛利小五郎（ep.684起）、服部平次（ep.710起）、千葉和伸、京極真,琴酒、詹姆斯·布萊克、怪盜基德／黑羽快斗、大和敢助（ep.756起）、比護隆佑（ep.766起）、黑田兵衛、諸伏景光／蘇格蘭威士忌

### 歐美動畫
- 《頑皮豹》：頑皮豹
- 《海綿寶寶》：章魚哥、鸚鵡波弟、魔魟（後期)、海神王(前期)、小蝸（夢境或說人話時）
- 《變形金剛進化版》：鐵漢、奧米加、馬格斯、雷卡、地獄獵人、史雲度、攪拌大師、艾薩克·桑達克、斯派克、「巨神像」（塞拉斯·羅德）、災難之主、武器商人騙子
- 《復仇者 蓋世英雄》：黑豹、首領、死神
- 《探險活寶》：老皮、皮老爹（後期）
- 《降世神通》：愛和
- 《天兵公園》：班森、鬍鬚章
- 《肥貓鬥小強》：旁白※台灣卡通頻道版本
- 《Ben 10》系列：矛盾博士、北極星
- 《奇先生妙小姐》：搔癢先生
- 《湯姆傑利小故事》
- 《會說話的湯姆貓家族》：阿班
- 《鯊魚哥說笑》：旁白，每集旁白會以不同口音詮釋，如:正常版、少女口音、山東話、美式國語、台灣國語（仿李登輝）等。
- 《辛普森家庭》：荷馬·辛普森、郭董※2014年1月5日起FOX台灣頻道版本
- 《天才阿公》：阿公（仿李登輝）
- 《蓋酷家庭》：小寶
- 《鋼鐵人（2009）》：霍華、黑豹
- 《旋風忍者》：卡勒斯、魔洛、彼拉（第三季）、納達可汗
- 《大砲與小惡魔》：旁白※台灣卡通頻道版本

### 特攝片
| 播映年份 | 作品名稱                                         | 配演角色                                                           | 角色演員/配音                                                | 首播平台   | 備註     |
| -------- | ------------------------------------------------ | ------------------------------------------------------------------ | ------------------------------------------------------------ | ---------- | -------- |
| 1998     | 電腦警察                                         | 阿治／藍戰警 洛席華／魔鬼鐵甲 矢澤大介 怪腦博士（第25集後）        | 佐佐木龍馬 高良隆志 鈴木修平 岡部健                          |            |          |
| 1999年   | 救急戰隊GOGO V 衝突! 新出現的超戰士              | 巽鐘 獸魔王‧格爾魔亞                                               | 原田篤 稻田徹                                                | 卡通頻道   | V-cinema |
| 2000年   | 救急戰隊GOGOV VS銀河人                           | 巽鐘 豪氣                                                          | 原田篤 照英                                                  | 卡通頻道   | V-cinema |
| 2001年   | 未來戰隊時間連者 VS GOGOV                        | 土門 瀧澤直人 巽鐘 殺人拳擊手·波利巴爾                             | 和泉宗兵 笠原紳司 原田篤 矢尾一樹                            | 卡通頻道   | V-cinema |
| 2003     | 劇場版 爆龍戰隊暴連者 DELUXE 暴連者的暑假好冰喔! | 三條幸人                                                           | 富田翔                                                       | 卡通頻道   | 劇場版   |
| 2004     | 假面騎士龍騎                                     | 城戶真司                                                           | 須賀貴匡                                                     | 華視       | TV版     |
| 2005     | 超星神                                           | 弓道天馬                                                           | 瀨川亮                                                       | 民視       |          |
| 2005     | 爆龍戰隊暴連者                                   | 三條幸人 異齒龍 劍龍 杜畢翼龍 八手電話鱷 德志魔宙斯                | 富田翔 岸尾大輔 飯田浩志 綠川光 津久井教生 佐藤正治          | 八大戲劇台 | TV版     |
| 2005     | 假面騎士555                                      | 北崎 徳本恭輔 河內勇樹 森下義正                                    | 半田健人 藤田玲 佐伯俊 檜尾健太 松尾敏伸                     | 東森幼幼台 | TV版     |
| 2011     | 侍戰隊真劍者                                     | 梅盛源太 腑破十臟 筋殼惡麻呂 小松朔太郎 志葉丈瑠的父親 手之目 旁白 | 相馬圭祐 唐橋充 堀川亮 綱島鄉太郎 津田寬治 陶山章央 宮田浩德 | 東森幼幼台 | TV版     |
| 2013     | 豪快者 護星者 超級戰隊199英雄大決戰              | 梅盛源太 黑十字王 旁白                                             | 相馬圭祐 神谷明 關智一                                       | 東森幼幼台 | 劇場版   |

### 日劇
- 《夢想飛行Good Luck》：新海元
- 《篤姬》：德川慶喜（一橋慶喜）
- 《糸子的洋裝店》：北村達雄、木岡保男※東森戲劇台版本

### 韓劇
- 《浪漫滿屋》：申東旭
- 《男生女生向前走》：鄭泰宇
- 《愛情需要奇蹟》：陳正壽
- 《朱蒙》：帶素、良正、默居、燦洙
- 《黃真伊》：嚴秀
- 《伊甸園之東》：申泰煥
- 《我人生最後的緋聞》：張東哲（宋在斌）
- 《男版灰姑娘》：吳大山/李俊熙
- 《Oh! My Lady 愛你喲》：鄭倫錫、韓閔冠
- 《李祘》：洪國榮、丁若鏞
- 《大老婆的反擊》：韓深漢、具世宙、吉億
- 《他們的世界》：金民哲
- 《學習之神》：吳奉久
- 《同伊》：吳太錫、吳潤、沈雲澤、張武烈、黃周植、崔同周
- 《特務情人IRIS》：金賢俊
- 《個人取向》：盧相俊
- 《咖啡情緣》：韓志源
- 《夥伴情人》：李永宇
- 《人生多美麗》：金慶修、梁炳俊、朴社長、鄭東建、智慧生父
- 《麵包王金卓求》：韓勝才、許甲水、朴春培
- 《秘密花園》：崔祐英
- 《我的公主My Princess》：朴東在、蘇順祐、朴泰俊
- 《浪漫小鎮》：金永熙
- 《絕不認輸》：連亨宇
- 《愛在烏鵲橋》：黃泰植、車鉉載
- 《愛情調色盤》：朴燦浩
- 《仁醫》：李昰應
- 《紳士的品格》：任泰山、朴慶得
- 《兄妹情深》：李江慕、文成鐘[18]
- 《巨人》：李誠慕[19]
- 《宮之料理對決》：金道允／漢米爾
- 《俏皮機長》：姜東修、姜八峰、許在秀、運航組長
- 《守護愛情》：車冠宇、閔俊國
- 《麻雀變鳳凰》：朴賢泰
- 《溫暖的一句話》：金成修、宋民秀
- 《神的禮物》：韓志勳、奇東浩
- 《當男人戀愛時》：李在熙、蔣志明
- 《未生》：吳相植
- 《急診男女》：國天秀
- 《皮諾丘》：奇戴明、黃喬東、李一鴻
- 《Kill Me Heal Me》：車建浩、石浩弼、崔室長
- 《女王之花》：徐仁哲
- 《離婚律師戀愛中》：奉敏奎、李慶、高東山
- 《太陽的後裔》：朴炳修、韓錫源、高班長、急救人員、保安人員、總統
- 《拜託媽媽》：姜勳才、李東出
- 《任意依戀》：崔賢俊、徐尹厚
- 《Doctors醫生們》：皮榮國、陳盛鐘
- 《師任堂》：閔致炯、李元秀、南助教、徐智允的父親、申命和
- 《藍色海洋的傳說》：許逸中、馬大榮、洪東表、醫院副院長、漢江旁的騙子、劉正勳、醫生
- 《華麗的反擊》：黃財萬、都廣宇、高解術
- 《美麗的你》：趙潤才
- 《月桂樹西裝店的紳士們》：李萬述、成太平（成俊）、流氓、塔羅牌占卜師
- 《老婆這週要出牆》：崔允奇
- 《提皮箱的女人》：黃事務長、李東洙、崔檢察官
- 《真假貴公子》：孔千樹
- 《守護者K2》：朴冠守、刑警
- 《甜蜜秋天》：安吉秀
- 《浪漫醫生金師傅》：呂運應、南道一、朴恩卓、都允宛、文泰浩
- 《隧道》：郭泰熙、穆振宇、吳記者／(吳司機)、劉聖才、金菀、金忠誠、李大煥、張炯哲、金泰水
- 《舉重妖精金福珠》：尹德萬、金昌傑、鄭載伊的爸爸
- 《主君的面具》：李允、金禹載、坤、尚膳
- 《記憶》：朴泰錫

### 日本動畫電影
- 《兒時的點點滴滴》：敏雄 ※中視版本
- 《風之谷》：米特
- 《神奇寶貝劇場版：結晶塔的帝王》：小剛、大木博士
- 《千与千寻》：荻野明夫
- 《螢火蟲之墓》：車站人員、醫生
- 《黑貓魯道夫》：大魔頭
- 海賊王 系列 
  - 《海賊王劇場版 祭典男爵與神祕島》：祭典男爵、蛙爺
  - 《海賊王劇場版 機關城的機械巨兵》：拉傑特
  - 《海賊王劇場版 喬巴身世之謎+冬季綻放、奇跡的櫻花》：瓦波爾
  - 《海賊王劇場版 Z》：Z（捷風）
- 死神 系列 
  - 《死神劇場版：呼喚你的名字》：雫
  - 《死神劇場版：地獄篇》：黑刃、群青
- 名偵探柯南 系列 
  - 《名偵探柯南 絕海的偵探》：毛利小五郎、服部平次、绫小路文麿、立石由紀夫、間諜X、的場章、畑宗德
  - 《魯邦三世VS名偵探柯南 THE MOVIE》：毛利小五郎、怪盜基德／黑羽快斗、中森銀三、詹姆斯·布拉克
  - 《名偵探柯南：異次元的狙擊手》：毛利小五郎、白鳥任三郎、千葉和伸、綾小路文麿、凱文·吉野、藤波宏明、森山仁/安原仁、比爾·莫菲
  - 《名偵探柯南：業火的向日葵》：毛利小五郎、怪盜基德／黑羽快斗、寺井黃之助（青年）
  - 《名偵探柯南：純黑的惡夢》：毛利小五郎、千葉和伸、詹姆斯·布拉克、琴酒、蘭姆、醫師
  - 《名偵探柯南：唐紅的戀歌》：毛利小五郎、服部平次、京極真
  - 《名偵探柯南：零的執行人》：毛利小五郎、千葉和伸、黑田兵衛、羽場二三一、警備審議官、官房長官
  - 《名偵探柯南：紺青之拳》：毛利小五郎、怪盜基德／黑羽快斗、京極真、服務生、海盜
  - 《名偵探柯南：緋色的彈丸》:毛利小五郎、詹姆斯·布拉克、亞倫·麥肯齊、約翰的保鑣、高橋放射師、假面超人秀反、派演員
  - 《名偵探柯南：萬聖節的新娘》:毛利小五郎、諸伏景光、千葉和伸、炸彈客、公安部下A、月參寺住持、婚禮司儀（白鳥假扮）、琴酒（片尾M26預告）
  - 《名偵探柯南：黑铁的鱼影》:毛利小五郎、琴酒、黑田兵卫、詹姆斯·布拉克、服部平次（片尾M27預告）、怪盗基德（片尾M27預告）
  - 《名偵探柯南：100万美元的五稜星》:毛利小五郎、服部平次、町田正德  、被聖擊倒的警察、諸伏高明（片尾M28預告）
- 蠟筆小新 系列 
  - 《蠟筆小新：不理不理王國的秘寶》:不理不理国王、莎莉、不理不理魔人
  - 《蠟筆小新：黑暗珠珠大追擊》:玫瑰、平八、久藏、上原
  - 《蠟筆小新：電擊！豬蹄大作戰》:布雷德、安潔拉青梅
  - 《蠟筆小新：風起雲湧！壯烈！戰國大會戰》：井尻又兵衛由俊、犬居兵庫助賴久
  - 《蠟筆小新：風起雲湧！不理不理3分鐘大進攻》：未來人
  - 《蠟筆小新：Amigo！森巴入侵計畫》：Amigo森巴、奇可
  - 《蠟筆小新：風起雲湧的金矛勇者》：麥克·拉·庫拉之助、瑪塔·塔比
  - 《蠟筆小新：怒吼吧！春日部野生王國》：四膳守
  - 《蠟筆小新：我的超時空新娘》：未來團羅座也
  - 《蠟筆小新：黃金間諜大作戰》：研究員、アズマ
- 《黑執事劇場版 豪華客船篇》：葬儀屋
- 《魯邦三世VS貓眼》：老闆、士兵

### 歐美動畫電影
- 《怪獸電力公司》：鼻涕先生(痰痰)
- 《芭比與胡桃鉗的夢幻之旅》：胡桃鉗（艾瑞克）、屁姆
- 《野蠻任務》：松鼠班尼
- 《貓頭鷹守護神》：克勞德
- 《比得兔 (電影)》：公雞
- 《捍衛聯盟》：夜魔僻奇

### 海外電影
- 《帥哥西裝》：神山晃
- 《花美男連鎖恐怖事件》：東海
- 《GANTZ殺戮都市》：鈴木良一、徳川夢想
- 《GANTZ殺戮都市：完美抉擇》：鈴木良一、前情提要旁白
- 《驅鬼特攻隊》：朴先生
- 《火燒108大樓》：李敦浩
- 《真夏方程式》：川畑重治
- 《盜賊門》：Andrew 安德魯
- 《世紀怪盜：魯邦三世》：次元大介、錢形幸一、普拉穆、賽克斯
- 《要聽神明的話》：不倒翁、真田幸男、奧平忠勝
- 《暗殺教室》：烏間惟臣、岡島大河、杉野友人、小白
- 《暗殺教室〜畢業篇〜》：烏間惟臣、岡島大河、杉野友人、紅眼
- 《銀魂》：近藤勳、平賀源外、岡田似藏
- 《銀魂：三葉篇》：近藤勳、平賀源外、藏場當馬
- 《銀魂2：規矩是為了被打破而存在的》：近藤勳、平賀源外、松平片栗虎、夜店店長
- 《銀魂2：世界奇妙銀魂醬》：近藤勳、松平片栗虎、小林
- 《與神同行》：判官、金自鴻的同袍
- 《與神同行：最終審判》：判官、卞城王、公務員
- 《哈利波特：火盃的考驗》：小巴堤·柯羅奇
- 《哈利波特：鳳凰會的密令》：雷木思·路平
- 《回到未來III》：愛默·布朗博士

### 海外遊戲
| 年份 | 遊戲名稱   | 配演角色 | 備註   |
| ---- | ---------- | -------- | ------ |
| 2017 | 鎮魔曲     | 阿諾     | [ 20 ] |
| 2020 | 未定事件簿 | 聶秋     |        |

- 《世紀帝國3》：摩根·布萊克、皮耶·波曼
- 《爐石戰記：魔獸英雄傳》︰狗頭人地卜師[21]、白國王
- 《魔獸世界》︰漢斯格爾、伊利丹·怒風
- 《最後一戰：瑞曲之戰》：SPARTAN-B312 (Noble Six)
- 《暴雪英霸》︰伊利丹·怒風
- 《劍靈（Blade & Soul）》︰無塵、凌墨、陸孫、竹雅居士、袁雄才、龍錫、於彪
- 《奇蹟暖暖》︰大喵
- 《LINE 爆彈少女》：北極星
- 《燃燒吧！三國志》：諸葛亮、黃蓋[22]
- 《Q萌劍俠傳》[23]